# أيزو 639-5
المعيار أيزو 639-5 (بالإنكليزية: ISO 639-5) هو الجزء الخامس من المعيار الصادر عن المنظمة الدولية للمعايير (أيزو) وهو المعيار الذي يعطي اللغات رموزاً دولية. الهدف من هذا المعيار هو رموزاً مكونة من ثلاثة أحرف لأسر ومجموعات اللغات الحية منها والميتة. ويُعدّ هذا المعيار غير مكتمل حيث أنه يشمل عدد قليل جدا من اللغات المعروف.
طورته لجنة أيزو الفنية ال37، اللجنة الفرعية الثانية، ونُشر لأول مرة في 15 مايو 2008. وهو جزء من سلسلة معايير أيزو 639. أُجريت تحديثات في أغسطس 2008 وفبراير 2009 وفبراير 2013.